# Wilson Reis
Wilson Reis (Januária, 6 gennaio 1985) è un artista marziale misto brasiliano.
Combatte nella divisione dei pesi mosca per l'organizzazione statunitense UFC. In passato ha militato anche in promozioni quali Cage Warriors, Bellator ed EliteXC.

## Carriera nelle arti marziali miste

### Ultimate Fighting Championship
L'11 febbraio 2017 affronta il giapponese Ulka Sasaki a UFC 208, ottenendo una vittoria per decisione unanime grazie al miglior grappling.

## Risultati nelle arti marziali miste
| Risultato | Record | Avversario  | Metodo              | Evento  | Data             | Round | Tempo | Città                 | Note |
| --------- | ------ | ----------- | ------------------- | ------- | ---------------- | ----- | ----- | --------------------- | ---- |
| Vittoria  | 22-6   | Ulka Sasaki | Decisione (unanime) | UFC 208 | 11 febbraio 2017 | 3     | 5:00  | Brooklyn, Stati Uniti |      |